# Caspalá
Caspalá es una localidad argentina en el departamento Valle Grande de la provincia de Jujuy. Se encuentra 10 kilómetros al oeste de Santa Ana, en un pequeño valle rodeado por cerros de 4 mil metros de altura. Está dentro del perímetro de la reserva de biosfera de las Yungas.
Cuenta con una escuela primaria. El pueblo era inaccesible con vehículos hasta 2008, año en que se construyó la Ruta Provincial 73 que la vincula con Santa Ana. Entre las costumbres del lugar resalta el color de la vestimenta usada por las mujeres que varía según su edad y estado civil.

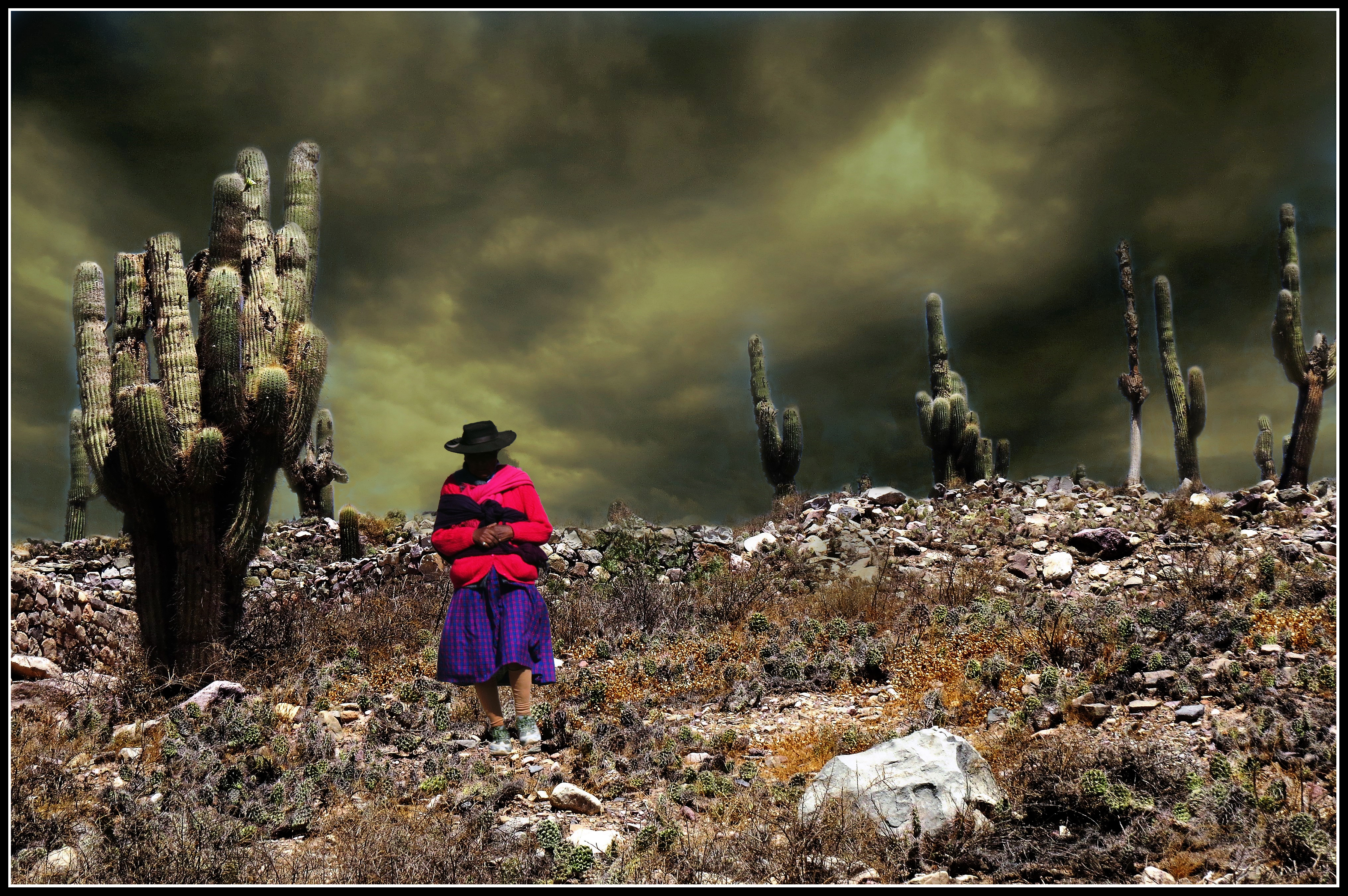
Caspalá
paisaje

## Toponimia
Caspalá significa "gran entrada" o "abertura entre cerros" en quechua.

## Cultura
Se trata de una comunidad que mantiene tradiciones ancestrales desde la cultura (con tejidos típicos realizados por mujeres), desde la gastronomía (con alimentos andinos fruto de técnicas de cultivo milenarias) y desde sus viviendas (con construcciones a base de piedra y adobe).

Por su compromiso con la promoción y la conservación del patrimonio cultural y por su desarrollo turístico sustentable, este rincón del norte argentino fue seleccionado como uno de los 10 pueblos rurales más hermosos y sostenibles del mundo según la Organización Mundial del Turismo en 2021.
Dentro de este lugar de calles empedradas y casas de adobe y piedra, se destaca la iglesia Santa Rosa de Lima. Construida en la década de 1840, es de color celeste pálido y tiene campanas de bronce traídas de Perú.

## Videos
- CASPALÁ: ELEGIDO DENTRO DE LOS 10 MEJORES PUEBLOS DEL PLANETA, SEGÚN LA O.M.T en YouTube., (en español)
- Pueblo Mágico en YouTube., (en español)
- Conocé Caspalá, la localidad jujeña que fue distinguida entre 44 pueblos del mundo en YouTube., (en español)

- Datos: Q3661882